# Прокат (фільм)
«Прокат» (англ. The Hire) — серія короткометражних фільмів, створених компанією BMW, які розповсюджувались в інтернеті з 2001 до 2002 рік.

## Сюжет
Серія, не має спільного сюжету, але кожен фільм являє собою короткий епізод, в котрому Водій Клайв Овен виконує певне завдання, використовуючи автомобілі марки BMW.

## Фільми

### Засідка (2001)
- Режисер: Джон Франкенгаймер;
- Сценарист: Ендрю Кевін Вокер;
- Актори: Клайв Овен, Томас Міліан;
- BMW: 740i;

### Обраний (2001)
- Режисер: Енг Лі;
- Сценарист: Девід Картер;
- Актори: Клайв Овен, Мейсон Лі;
- BMW: 328i та Z3;

### Стеження (2001)
- Режисер: Вонг Карвай;
- Сценарист: Ендрю Кевін Вокер;
- Актори: Клайв Овен, Форест Вітакер, Мікі Рурк, Адріана Ліма;
- BMW: 540i;

### Зірка (2001)
- Режисер: Ґай Річі;
- Сценарист: Ґай Річі;
- Актори: Клайв Овен, Мадонна;
- BMW: M5;

### Порохова бочка (2001)
- Режисер: Алехандро Гонсалес Іньярріту;
- Сценарист: Алехандро Гонсалес Іньярріту, Ґуіллермо Арріаґа;
- Актори: Клайв Овен, Стеллан Скашгорд;
- BMW: X5;

### Заручник (2002)
- Режисер: Джон Ву;
- Сценарист: Девід Картер, Грег Хан і Вінсент Нго;
- Актори: Клайв Овен, Кетрін Морріс, Морі Чайкін;
- BMW: Z4;

### Годинниковий механізм (2002)
- Режисер: Джо Карнаган;
- Сценарист: Джо Карнаган;
- Актори: Клайв Овен, Дон Чідл, Фарід Мюррей Абрагам;
- BMW: Z4;

### Перемогти диявола (2002)
- Режисер: Тоні Скотт;
- Сценарист: Девід Картер, Грег Хан і Вінсент Нго;
- Актори: Клайв Овен, Джеймс Браун, Ґері Олдмен, Денні Трехо, Мерілін Менсон;
- BMW: Z4;

### Втеча (2016)
- Режисер: Нілл Блумкамп;
- Сценарист: Нілл Блумкамп;
- Актори: Клайв Овен, Джон Бернтал, Дакота Феннінг, Віра Фарміґа;
- BMW: G30;